# Black Euro
Black Euro è un singolo del gruppo musicale punk rock finlandese Disco Ensemble, pubblicato nel 2005 dall'etichetta discografica Universal.
Ha riscosso un buon successo in Finlandia, dove ha raggiunto la sesta posizione della classifica dei singoli. È stato tratto dall'album First Aid Kit, pubblicato nel 2006.
Il singolo è presente nel gioco MotoGP 08.

## Tracce
1. Black Euro

## Classifiche
| Classifica (2005) | Posizione raggiunta |
| ----------------- | ------------------- |
| Finlandia         | 6                   |